# Connexionisme

Un model de connexió de "segona onada" (ANN) amb una capa oculta

El connexionisme (encunyat per Edward Thorndike a la dècada de 1930) és un nom d'una aproximació a l'estudi dels processos mentals humans amb moltes "ones". La primera ona va aparèixer a la dècada de 1950 amb Warren Sturgis McCulloch i Walter Pitts centrats en la comprensió dels circuits neuronals mitjançant un enfocament formal i matemàtic, i Frank Rosenblatt, que va publicar el llibre de 1958 "The Perceptron: A Probabilistic Model For Information Storage and Organization in the Brain" (El perceptró: un model probabilístic per a l'emmagatzematge i l'organització de la informació al cervell), mentre treballava al Cornell Aeronautical Laboratory.
La primera onada va acabar amb el llibre de 1969 sobre les limitacions de la idea original del perceptró, escrit per Marvin Minsky i Papert, que va contribuir a dissuadir les principals agències de finançament dels EUA d'invertir en investigació connexionista. Amb unes quantes desviacions notables, la majoria de la investigació connexionista va entrar en un període d'inactivitat fins a mitjans dels anys vuitanta.
La segona onada va començar a finals de la dècada de 1980, després del llibre de 1987 sobre processament distribuït paral·lel de James L. McClelland, David E. Rumelhart et al., que va introduir un parell de millores a la idea de perceptró simple, com els processadors intermedis com a processadors intermedis (coneguts ara com "capes ocultes") al costat de les unitats d'entrada i sortida i utilitzava la funció d'activació sigmoide en lloc de l'antiga funció "tot o res". El seu treball, al seu torn, s'ha basat en el de John Hopfield, que va ser una figura clau en la investigació de les característiques matemàtiques de les funcions d'activació sigmoide. Des de finals de la dècada de 1980 fins a mitjans de la dècada de 1990, el connexionisme va adquirir un to gairebé revolucionari quan Schneider, Terence Horgan i Tienson van plantejar la qüestió de si el connexionisme representava un canvi fonamental en la psicologia i en GOFAI. Alguns avantatges de l'enfocament connexionista de la segona onada inclouen la seva aplicabilitat a una àmplia gamma de funcions, l'aproximació estructural a les neurones biològiques, els baixos requisits d'estructura innata i la capacitat de degradació graciosa. Alguns desavantatges de l'enfocament connexionista de la segona onada inclouen la dificultat per desxifrar com les ANN processen la informació, o expliquen la composicionalitat de les representacions mentals, i la dificultat resultant per explicar els fenòmens a un nivell superior.
L'actual (tercera) onada ha estat marcada pels avenços en l'aprenentatge profund que permeten models d'idiomes grans. L'èxit de les xarxes d'aprenentatge profund durant l'última dècada ha augmentat molt la popularitat d'aquest enfocament, però la complexitat i l'escala d'aquestes xarxes ha comportat un augment dels problemes d'interpretabilitat.

## Principi bàsic
El principi connexionista central és que els fenòmens mentals es poden descriure mitjançant xarxes interconnectades d'unitats simples i sovint uniformes. La forma de les connexions i les unitats poden variar d'un model a un altre. Per exemple, les unitats de la xarxa podrien representar neurones i les connexions podrien representar sinapsis, com en el cervell humà. Aquest principi s'ha vist com una alternativa a GOFAI i a les teories clàssiques de la ment basades en la computació simbòlica, però la mesura en què els dos enfocaments són compatibles ha estat objecte de molt debat des dels seus inicis.

### Funció d'activació
Els estats interns de qualsevol xarxa canvien amb el temps a causa que les neurones envien un senyal a una capa posterior de neurones en el cas d'una xarxa feedforward, o a una capa anterior en el cas d'una xarxa recurrent. El descobriment de funcions d'activació no lineals ha permès la segona onada de connectisme.

### Memòria i aprenentatge
Les xarxes neuronals segueixen dos principis bàsics:
1. Qualsevol estat mental es pot descriure com un vector (N)-dimensional de valors d'activació numèrics sobre unitats neuronals d'una xarxa.
2. La memòria i l'aprenentatge es creen modificant els 'pesos' de les connexions entre unitats neuronals, generalment representades com una matriu N×M. Els pesos s'ajusten segons alguna regla o algorisme d'aprenentatge, com ara l'aprenentatge Hebbian.

La major part de la varietat entre els models prové de:
- Interpretació de les unitats : Les unitats es poden interpretar com a neurones o grups de neurones.
- Definició d'activació : l'activació es pot definir de diverses maneres. Per exemple, en una màquina de Boltzmann, l'activació s'interpreta com la probabilitat de generar un pic de potencial d'acció, i es determina mitjançant una funció logística sobre la suma de les entrades a una unitat.
- Algorisme d'aprenentatge : diferents xarxes modifiquen les seves connexions de manera diferent. En general, qualsevol canvi definit matemàticament en els pesos de connexió al llarg del temps s'anomena "algorisme d'aprenentatge".